# Tordesilos
Tordesilos è un comune spagnolo di 108 abitanti situato nella comunità autonoma di Castiglia-La Mancia.